# Đấu kiếm tại Đại hội Thể thao Đông Nam Á 2005
Đấu kiếm tại Đại hội Thể thao Đông Nam Á năm 2005 được tổ chức từ 28 tháng 11 đến 1 tháng 12 năm 2005 tại Pasig Sports Center, khu phức hợp Tòa thị chính Pasig, Metro Manila, Philippines. Tổng cộng có 12 bộ huy chương được trao tại môn đấu kiếm với các nội dung cá nhân và đồng đội thuộc ba loại kiếm chính: foil (kiếm liễu), épée (kiếm ba cạnh) và sabre (kiếm chém). Đoàn chủ nhà Philippines giành được 5 huy chuơng vàng, nhất toàn đoàn.

## Bảng huy chương
| Hạng               | Đoàn               | Vàng | Bạc | Đồng | Tổng số |
| ------------------ | ------------------ | ---- | --- | ---- | ------- |
| 1                  | Philippines (PHI)  | 5    | 3   | 6    | 14      |
| 2                  | Thái Lan (THA)     | 3    | 5   | 4    | 12      |
| 3                  | Việt Nam (VIE)     | 2    | 4   | 7    | 13      |
| 4                  | Indonesia (INA)    | 1    | 1   | 5    | 7       |
| 5                  | Singapore (SIN)    | 1    | 0   | 2    | 3       |
| Tổng số (5 đơn vị) | Tổng số (5 đơn vị) | 12   | 13  | 24   | 49      |

## Tóm tắt kết quả
| Nội dung                  | Vàng                                                                             | Bạc                                                                    | Đồng                                                                                             |
| ------------------------- | -------------------------------------------------------------------------------- | ---------------------------------------------------------------------- | ------------------------------------------------------------------------------------------------ |
| Kiếm chém đơn nam         | Walbert Mendoza ( Philippines)                                                   | Wiradech Kothny ( Thái Lan)                                            | Nguyễn Văn Quế ( Việt Nam) Carlo Gian Nocom ( Philippines)                                       |
| Kiếm liễu đơn nam         | Nontapat Panchan ( Thái Lan)                                                     | Elvizar ( Indonesia)                                                   | Bùi Văn Thái ( Việt Nam) Ramil Endriano ( Philippines)                                           |
| Kiếm ba cạnh đơn nam      | Siriroj Rathprasert ( Thái Lan)                                                  | Nathaniel San Juan ( Philippines)                                      | Avelino Victorino Jr. ( Philippines) INA                                                         |
| Kiếm chém đồng đội nam    | Thái Lan                                                                         | Philippines Gian Carlo Nocom Walbert Mendoza Edward Daliva Edmon Velez | Việt Nam Indonesia                                                                               |
| Kiếm liễu đồng đội nam    | Philippines Rolando Canlas Emerson Segui Ramil Endriano Mark Denver Atienza      | Việt Nam                                                               | Indonesia Thái Lan                                                                               |
| Kiếm ba cạnh đồng đội nam | Philippines Richard Gomez Avelino Victorino Jr. Wilfredo Vizcayno Armando Bernal | Thái Lan                                                               | Việt Nam Singapore Lin Qinghui Nicholas Fang Ang Chez Yee Leong Kok Seng                         |
|                           |                                                                                  |                                                                        |                                                                                                  |
| Kiếm chém đơn nữ          | Nguyễn Thị Lệ Dung ( Việt Nam)                                                   | Joanna Franquelli ( Philippines)                                       | Sirawalai Starrat ( Thái Lan) Nona Lim Yean Hong ( Singapore)                                    |
| Kiếm liễu đơn nữ          | Veena Tessa Nuestro ( Philippines)                                               | Nu Chantasuvannasin ( Thái Lan)                                        | Candraeni ( Indonesia) Nguyễn Thị Tươi ( Việt Nam)                                               |
| Kiếm ba cạnh đơn nữ       | Melly Joyce Angeles ( Philippines)                                               | Nguyễn Thị Như Hoa ( Việt Nam)                                         | Siritda Choochokkul ( Thái Lan) Hà Thị Sen ( Việt Nam)                                           |
| Kiếm chém đồng đội nữ     | Việt Nam                                                                         | Thái Lan                                                               | Indonesia Philippines Ma. Wendylene Mendoza Jocelyn Naval Joanna Franquelli Lenita Reyes         |
| Kiếm liễu đồng đội nữ     | Singapore Ruth Ng Serene Ser Tay Yu Ling Cheryl Wong                             | Việt Nam                                                               | Thái Lan Philippines> Ma. Wendylene Mendoza Veena Tessa Nuestro Lenita Reyes Michelle Mancenido  |
| Kiếm ba cạnh đồng đội nữ  | Indonesia                                                                        | Thái Lan                                                               | Việt Nam Philippines Melly Joyce Angeles Mary Catherine Kong Harlene Orendain Michelle Mancenido |